# عبد الله أحمد شاه
عبد الله أحمد شاه (بالجاوية: سلطان عبدالله رعاية الدين المصطفى بالله شاه الحاج ابن المرحوم سلطان حاج أحمد شاه المستعين بالله)، سلطان ولاية بهانج وملك ماليزيا السابق والسادس عشر للبلاد.

## مسيرته
ولد السلطان عبد الله أحمد شاه، في 30 يوليو 1959م، في قصر مانجو نونجال، بمدينة بيكان بولاية بهانج، وتلقى تعليمه المبكر في مدرسة كليفورد بمدينة كوالا ليبيس عام 1965، ثم بعدها انتقل لمدرسة أحمد الابتدائية الوطنية في مدينة بيكان وقضى خلالها 3 سنوات خلال الفترة من 1966 إلى 1969، ومدرسة سانت توماس الوطنية الثانوية ودرس فيها خلال الفترة من 1970 على 1974م.
بعد أن تنازل السلطان محمد الخامس، سلطان ولاية كيلانتان، عن منصب الملك الــ15، حيث بقي على العرش عامين فقط أي بـ3 أعوام قبل انتهاء ولايته، ويعتقد أن السبب زواجه من فتاه روسية تبلغ من العمر 25 عاما.
في 24 يناير 2019 اختار أعضاء الأسر الملكية الماليزية عبد الله أحمد شاه ملكاً جديداً للبلاد. رغم أن حسب نظام التناوب، فإن الدور في الحكم يأتي من نصيب أحمد شاه الذي يبلغ من العمر 88 عامًا، لكنه تنازل عن الحكم لابنه الأكبر عبد الله بسبب حالته الصحية. تولى العرش رسمياً يوم 31 يناير 2019 لولاية تستمر خمس سنوات.